# 顺化军
顺化军，北宋时设置的军。
太平兴国三年（978年），以衣锦军改名，治所在临安县（今浙江省杭州市临安区）。太平兴国五年（980年）废除。